# Défenseur (football)
Pour les articles homonymes, voir Défenseur et Arrière.
 (novembre 2018).
Si vous disposez d'ouvrages ou d'articles de référence ou si vous connaissez des sites web de qualité traitant du thème abordé ici, merci de compléter l'article en donnant les références utiles à sa vérifiabilité et en les liant à la section « Notes et références ».

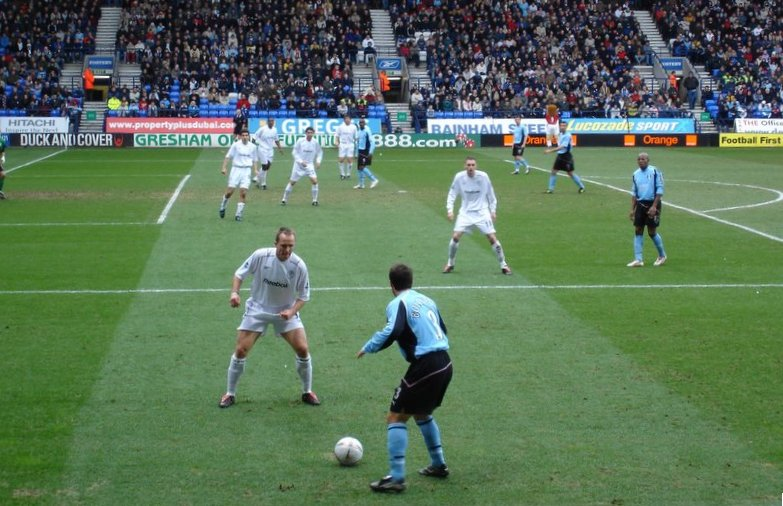
Le défenseur, en blanc, tente de bloquer l'attaquant.

Les défenseurs (ou arrières) sont des joueurs de football dont la tâche principale consiste à perturber, ou idéalement empêcher, le jeu d'attaque de l'équipe adverse.
Le ballon peut être récupéré à la suite d'un duel gagné par un défenseur (action individuelle) ou par une déstabilisation des adversaires par une stratégie collective (interception, provocation d'un hors-jeu, etc.). Outre sa solidité et sa rigueur physique, les qualités requises pour un bon défenseur sont donc le sang-froid, la concentration et l'intelligence de jeu, notamment dans le placement. Pendant longtemps, on a pu estimer que les défenseurs étant des « destructeurs » de jeu, ils n'avaient pas à montrer de capacités techniques particulières. Ce n'est plus le cas actuellement[C'est-à-dire ?] car ils sont amenés à participer à des tâches offensives.
Une ligne de défense est habituellement constituée de quatre joueurs, plus rarement trois ou cinq. La défense à quatre « typique » comprend deux arrières latéraux, qui évoluent chacun sur un côté, et deux arrières centraux, qualifiés selon leur rôle de stoppeur ou de libéro (poste de plus en plus rare dans le football moderne).

## Terminologie
Lorsque le football est introduit en France à la fin du XIXe siècle, les postes des joueurs sont directement traduits des noms anglais. Ainsi, les joueurs chargés de défendre, c'est-à-dire d'empêcher les joueurs de l'autre équipe de marquer, prennent le nom d'arrières, de l'anglais back. Dans le schéma classique en 2-3-5, adopté des années 1880 aux années 1920, les équipes jouent avec deux arrières : un arrière droit, placé à droite du terrain, et un arrière gauche, placé à gauche du terrain. À la fin des années 1920, à la suite d'une modification de la règle du hors-jeu en 1925, de nombreuses équipes adoptent une formation en 3-2-5, dite WM, avec une ligne de trois arrières contenant un arrière droit, un arrière centre et un arrière gauche.
|  |  |  |

À partir des années 1950, un nouveau dispositif est majoritairement adopté par les équipes, le 4-2-4. Un joueur supplémentaire est ajouté dans la ligne d'arrières, qui se compose alors d'une ligne de quatre joueurs : deux arrières latéraux (droit et gauche) et deux arrières centre. Leur rôle est toujours de défendre, et dans la terminologie, le nom du rôle des arrières centre va prendre le pas sur le nom de leur poste. Ainsi, dans le langage courant, l'arrière centre devient progressivement un défenseur central tandis que les arrières droit et gauche, eux, gardent leur nom, bien que leur poste n'ait plus rien à voir avec les arrières droit et gauche initiaux. Le terme défenseur remplace alors le terme d'arrière.
Dans les années 1960, un système plus défensif appelé catenaccio, de l'italien cadenas, est proposé par plusieurs équipes, avec un cinquième défenseur ajouté derrière la ligne des quatre défenseurs. Il prend le nom de libéro, de l'italien libre. Ce système défensif tombe en désuétude pendant les années 1990, mais le terme libéro est resté et peut désigner ensuite le rôle d'un défenseur central qui dirige la défense et effectue des montées sur le terrain, au contraire du stoppeur, rôle de défenseur central davantage axé sur le marquage des attaquants adverses.
Depuis les années 1970, les équipes jouent la plupart du temps avec quatre défenseurs (deux arrières latéraux et deux défenseurs centraux), mais peuvent aussi adopter une tactique plus défensive avec cinq défenseurs (deux arrières latéraux et trois défenseurs centraux), voire plus rarement une tactique à trois défenseurs (trois défenseurs centraux).
|  |  |  |

## Postes

### Défenseur central

#### Position
Les défenseurs centraux occupent l'axe de la défense. Ils sont au nombre de deux ou de trois suivant l'organisation de l'équipe, soit alignés ou positionnés de manière que l'un d'entre eux occupe une position plus basse sur le terrain, le libéro. Dans ce dernier cas, on distingue deux types de défenseurs centraux : le « stoppeur » et le « libéro ».
Les défenseurs modernes ne sont désormais plus caractérisés par les appellations de "libéro" ou "stoppeur", ou alors par erreur. Les quatre défenseurs jouent alignés, quand leur équipe n'a pas le ballon.
L'expression "charnière centrale" désigne l'association des joueurs positionnés sur le terrain comme défenseurs centraux.

#### Rôles
Le « stoppeur » est un joueur caractérisé par ses capacités à empêcher un avant de pointe adverse d'approcher des buts de son gardien. Il use du tacle pour prendre le ballon dans les pieds de son adversaire, de son jeu de tête pour empêcher les centres et les passes longues des milieux vers les attaquants et plus généralement de son physique pour stopper son adversaire. Le stoppeur est le joueur spécifiquement chargé de neutraliser l'avant-centre.
Pendant une grande partie du XXe siècle, la défense par marquage individuel était prépondérante : chaque défenseur, à l'exception du libéro, se voit attribuer un attaquant qu'il suivra partout afin de gêner son jeu. Bien qu'efficace et simple à appliquer, cette option tactique montre cependant des faiblesses. Si un défenseur est battu, ce qui a de très fortes chances d'arriver pendant un match, l'attaquant qu'il marquait se retrouve seul et bénéficie donc d'une grande liberté d'action. De plus, les défenseurs « au marquage » ne peuvent pas participer au reste du jeu, au risque de s'éloigner trop de leur adversaire attitré.
Dorénavant, la grande majorité des équipes pratique une défense dite « en zone », beaucoup plus flexible que le marquage individuel. Chaque défenseur couvre une partie du terrain, et il défendra contre l'adversaire qui s'y trouve. La défense en zone des premiers temps était rigide, les joueurs traçant des lignes mentales pour délimiter des endroits du terrain où ils n'allaient pas. Peu à peu, les entraîneurs ont enseigné une défense en zone intégrant les avantages de la défense individuelle. Les défenseurs sont alors amenés à se déplacer en bloc en fonction de la position du ballon et des adversaires. L'arrière droit se retrouve au marquage du joueur le plus à droite sur une action particulière, le défenseur central droit sur le deuxième le plus à droite, et ainsi de suite. Bien que très efficace, la défense en zone est particulièrement difficile à pratiquer, car elle nécessite plus de coordination, de concentration, de lucidité et d'intuition du jeu que le marquage individuel. L'entraînement collectif d'une défense consiste donc à cultiver les automatismes. C'est pourquoi beaucoup d'entraîneurs, une fois qu'ils ont trouvé leurs quatre (ou trois ou cinq) défenseurs, rechignent à en changer.
Dans le jeu offensif, les défenseurs ont en général un rôle limité. Même s'ils peuvent se poster très haut sur le terrain, ils ne montent que rarement à l'attaque. Le risque d'un contre de l'adversaire est toujours possible, et un défenseur ne peut se permettre de monter pour ne pas risquer de perturber et d'affaiblir l'organisation défensive de son équipe. Néanmoins, tactiquement, il arrive que l'on laisse le droit à certains défenseurs centraux de monter. C'était très souvent le cas avec les libéros qui étaient des milieux reconvertis et qui donc possédaient des qualités pour jouer haut sur le terrain.

#### Physionomie
Physiquement, les défenseurs centraux sont en général plus grands et costauds que les autres joueurs, puisque ce sont souvent leurs capacités physiques qui leur permettent de prendre le dessus sur leurs adversaires. Dans le football moderne, ils mesurent souvent plus de 1,85 m. La taille est souvent avantageuse pour intercepter les ballons dans le jeu aérien ou couper les trajectoires des centres venus des ailes ou celles des passes longues en profondeur. Néanmoins, ce sont souvent leurs capacités à se placer et à travailler avec leurs coéquipiers de défense qui priment. Derniers remparts avant le gardien, leurs erreurs sont souvent lourdes de conséquences.

### Arrière latéral

#### Position
Les deux arrières sont typiquement positionnés respectivement à droite et à gauche de la défense centrale (qu'elle soit composée d'un défenseur, comme cela était le cas auparavant, ou de deux comme le veut la norme au XXIe siècle). Ce positionnement nécessite une grande polyvalence en raison des tâches défensives et offensives que doit remplir un latéral, pouvant l'amener, selon les phases de jeu, à jouer successivement dans des positions de défenseur, de milieu ou d'ailier. En phase défensive, le latéral est souvent positionné le long de la ligne de touche, au contact de l'attaquant adverse. Toujours en phase défensive, lorsque le jeu est à l'opposé, il peut également se positionner en libéro de la défense car il dispose, à ce moment-là et en principe, de la meilleure vision d'ensemble. En phase d'attaque, il peut enfin se muer en contre-attaquant. Cette grande variété des positions qui peuvent être occupées par un latéral au cours d'un match suppose une grande versatilité des joueurs, souvent capables d'occuper d'autres postes.

#### Rôles
Les arrières latéraux ont pour rôle de protéger les côtés du terrain. Ce sont en général des joueurs rapides dont le rôle principal est d'empêcher l'adversaire (bien souvent l'ailier adverse) de déborder, de centrer ou de rentrer vers l'intérieur du terrain. Leur rôle n'est pas tant de récupérer le ballon dans les pieds de l'adversaire que de le gêner et de perturber ses transmissions de balle. À l'inverse des défenseurs centraux, les latéraux doivent souvent défendre en mouvement, sur des appels en profondeur par exemple, et se retrouvent rarement en position de dernier défenseur.
Les arrières latéraux peuvent aussi avoir un rôle offensif même si cela n'est pas systématique. Pendant de longues années, les arrières latéraux ne se contentaient que de défendre et de fermer leurs couloirs. Depuis l'arrivée du système 4-2-4 et de ses successeurs au début des années 1960, le rôle des latéraux s'est accru d'une dimension offensive, à un degré variable selon la philosophie de jeu de l'entraîneur : ils doivent soutenir leur ailier afin de déborder ou d'apporter le surnombre. Dans ce rôle, ils évoluent souvent comme un second ailier et doivent faire preuve de qualités de dribbles et de centres. Giacinto Facchetti, le latéral gauche de l'Inter de Milan double champion d'Europe en 1964 et 1965, a été le premier grand exemple de ce nouveau type. On peut aussi citer l'Allemand (de l'Ouest) Manfred Kaltz dans les années 1980 et surtout le Brésilien Roberto Carlos dans les années 1990 comme prototypes du latéral moderne, dont l'entente avec son ailier est devenue une des clés de l'animation offensive d'une équipe. Le profil typique de l'arrière latéral moderne est un joueur rapide, bon centreur, capable de déborder ou de se replier très rapidement. Leur contribution aux phases aussi bien offensives que défensives font que ces joueurs parcourent souvent la plus grande distance lors d'un match. Ils sont aussi souvent ceux qui touchent le plus de ballons lors d'un match grâce à leurs nombreuses interventions, qu'elles soient dans leur moitié de terrain ou dans la moitié adverse. Néanmoins, le juste équilibre entre rôle défensif et rôle offensif n'est jamais parfait ; il existe des latéraux qui sont très offensifs et d'autres qui sont très défensifs.

#### Physionomie
Certains arrières latéraux peuvent être petits ou grands sans que cela soit préjudiciable à leur jeu. En effet, un latéral plutôt petit sera avantagé s'il doit monter pour participer à l'attaque quand un plus grand aura une meilleure présence physique et sera plus à même de gêner un attaquant de l'équipe adverse.

### Piston

#### Position
Le piston est un rôle très spécifique, proche de celui d'arrière latéral, et souvent occupé par des défenseurs latéraux. Sa position est entre celle d'un milieu latéral et d'un arrière latéral dans une formation avec 3 défenseurs centraux tel qu'un 3-5-2. Cette formation, revenue en vogue dans les années 2010, voit notamment plusieurs joueurs classés à ce poste, comme Raphaël Guerreiro avec le Borussia Dortmund ou Achraf Hakimi positionné à droite avec qui il était associé avec Raphaël Guerreiro positionné à gauche lors de la saison 2019-2020 avec le Borussia Dortmund

#### Rôles
Le piston est souvent assimilé à un arrière latéral plus offensif que la moyenne, avec une grosse pointe de vitesse, une bonne qualité de centre et une constante envie d'aller vers l'avant sans pour autant délaisser ses tâches défensives dans le couloir.

#### Physionomie
Proche de l'arrière latéral, il possède des qualités semblables, même si la densité physique y est moins privilégiée par rapport à la finesse et la rapidité.

### Libéro
Le libéro est un joueur défensif dont le rôle est de couvrir ses coéquipiers défenseurs.

#### Position
Poste d'arrière central auparavant très populaire, il est tombé en désuétude depuis la fin des années 1990, la défense centrale à 2 étant devenue beaucoup plus utilisée entre-temps. Ce poste ressemble aussi à celui d'arrière central à l'époque où il n'y avait que trois défenseurs dans les lignes arrières, même si ce terme est désormais synonyme de défenseur central.
Le libéro est le joueur de champ qui joue le plus bas sur le terrain, et est déchargé de tout marquage individuel,. Parce qu'il a une position plus reculée et une meilleure lecture du jeu adverse, il est considéré comme le « patron » de l'animation défensive, qui peut transmettre les consignes tactiques : son placement était en couverture du stoppeur dans les systèmes homme à homme des arrières sur les avants.

#### Rôles
Il peut "remonter", c'est-à-dire s'avancer vers la cible adverse, en vue d'opposer une pression sur les avants de l'autre équipe pour les pousser au risque d'être en position de hors-jeu. Il est aussi le dernier recours parmi les joueurs de champ, venant suppléer un de ses partenaires débordés, ou anticipant une trajectoire pour intercepter le ballon. C'est un poste qui requiert une grande intelligence de jeu afin de savoir quelle est la bonne action à réaliser à un moment donné. Dans certains dispositifs tactiques, notamment en Allemagne, dans les années 1970 et 80, le libéro par sa liberté sur le terrain, avait souvent un rôle offensif et participait au jeu d'attaque, en montant aux avant-postes,. Franz Beckenbauer fut même à ce poste et à son époque, le véritable meneur de jeu de l'équipe d'Allemagne.

## Classement au Ballon d'or
Ci-dessous les défenseurs vainqueur, deuxième et troisième au ballon d'or depuis sa création en 1956

### Vainqueur
- Franz Beckenbauer (1972 et 1976)

- Matthias Sammer (1996)

- Fabio Cannavaro (2006)

### Deuxième
- Billy Wright (1957)
- Giacinto Facchetti (1965)
- Bobby Moore (1970)
- Franz Beckenbauer (1974 et 1975)
- Franco Baresi (1989)
- Roberto Carlos (2002)
- Virgil van Dijk  (2019)

### Troisième
- Karl-Heinz Schnellinger (1962)
- Franz Beckenbauer (1966)
- Ruud Krol (1979)
- Andreas Brehme (1990)
- Paolo Maldini (1994 et 2003)